# Air Bremen
Air Bremen era una piccola compagnia aerea tedesca con sede a Brema operante tra il 1988 e il 1990.

## Storia
La compagnia aerea è stata fondata il 6 novembre 1988 dall'imprenditore aeronautico Augustinus JA Boots - assieme alla Hanseatische Industrie-Beteiligungen GmbH (HIBEG) nella regione di Brema con il 42% delle azioni, nonché due compagnie di navigazione e una compagnia di assicurazioni.
Le operazioni di volo iniziarono il 28 marzo 1989 con l'aiuto di due Saab 340 in leasing; ma l'obiettivo previsto di trasportare i 59.000 passeggeri previsti per quell'anno non si è avverato; invece si riuscì a trasportarne solo 34.000 e quindi Air Bremen non poté restare in attivo. Tuttavia, nel marzo 1990, la compagnia si espanse noleggiando un altro Saab 340.
A causa della crisi finanziaria latente nell'estate del 1990, esisteva il rischio di sottocapitalizzazione. Successivamente lo stato di Brema concesse aiuti finanziari per diversi milioni di marchi, per cui le trattative per una collaborazione con Lufthansa e KLM dovettero essere interrotte. Non vennero trovati altri partner sufficientemente forti dal punto di vista finanziario. Pertanto i proprietari decisero di liquidare la società. Le operazioni di volo cessarono il 22 agosto 1990.

## Flotta
La flotta di Air Bremen era composta da un massimo di tre Saab 340 turboelica.